# 棕榈心

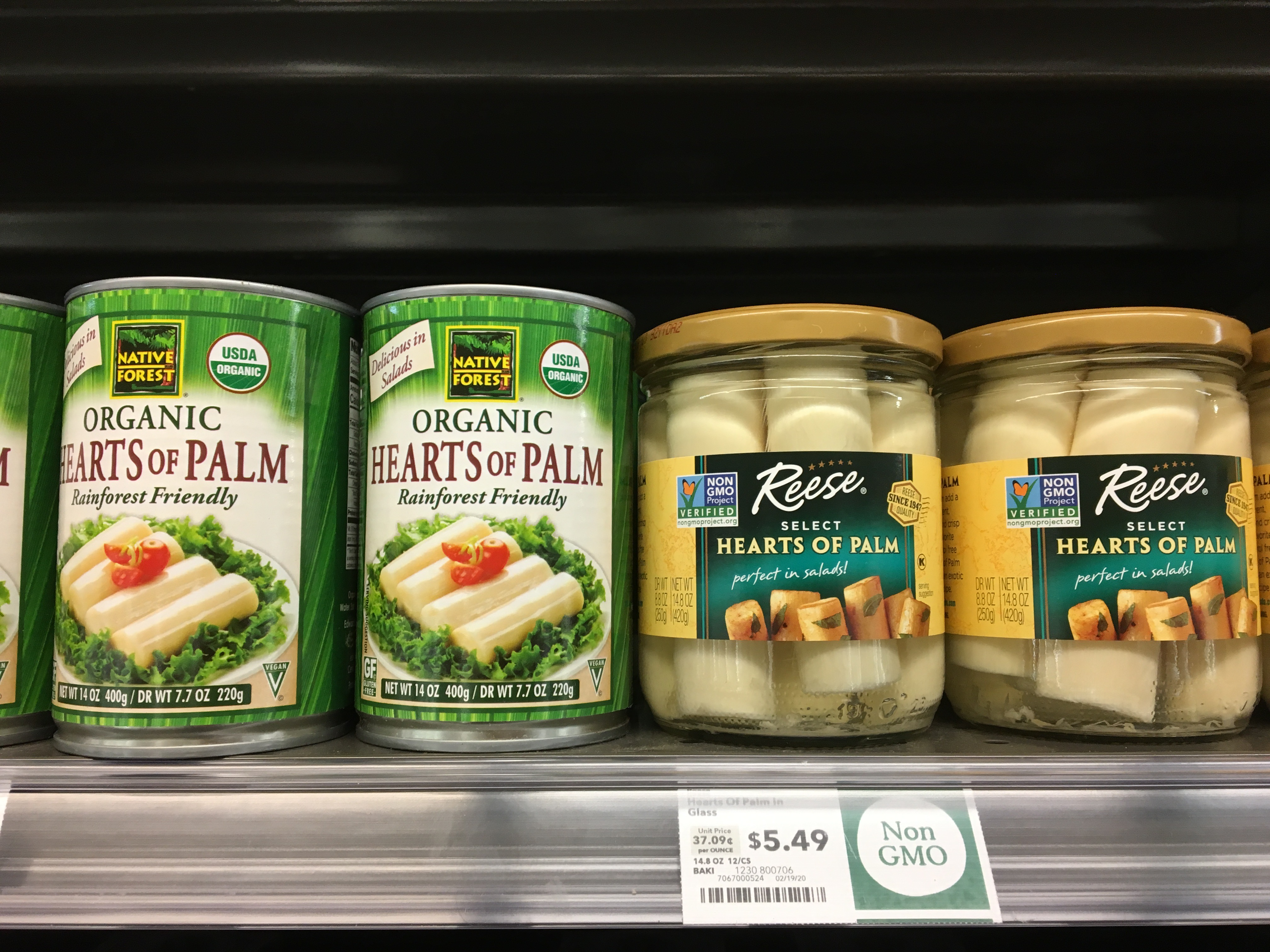
美国一家超市销售的罐装和瓶装棕榈心

棕榈心是一种来自几种棕榈科植物内芯或芽的蔬菜（如椰子，阿薩伊果和桃椰子）。收割许多未经耕作的、或是单茎野生棕榈树的棕榈心会导致其枯萎，不过，也有许多棕榈树克隆品种、多茎品种在中度收割的前提下可以继续存活（常见品种包括 桃椰子）。野生棕榈树多刺，收割十分耗费人力，因此被视为是一种佳肴。
截至2008年, 哥斯达黎加是美国境内新鲜棕榈心的主要来源地。 夏威夷亦有种植桃椰子。

## 营养成分
棕榈心富含纤维素，钾，铁，锌，磷，铜，维生素B2，维生素B6和维生素C， 被视为是膳食纤维、维生素C、钙质、蛋白质和钾锰等元素的良好来源。营养表中列出的纳元素只存在于罐头棕榈心中，新鲜棕榈心并不含钠。

## 收获
收割棕榈心时，棕榈树被砍倒并剥去树皮，获取树芯及包裹其的一层白色纤维。随后，经过处理除去外纤维层，获得棕榈心。棕榈心呈圆柱形，由贴附在一起的内外两层构成，外层的纤维含量比内层高。内外层皆可食用，不过内层由于纤维含量更低被视为高级美食。

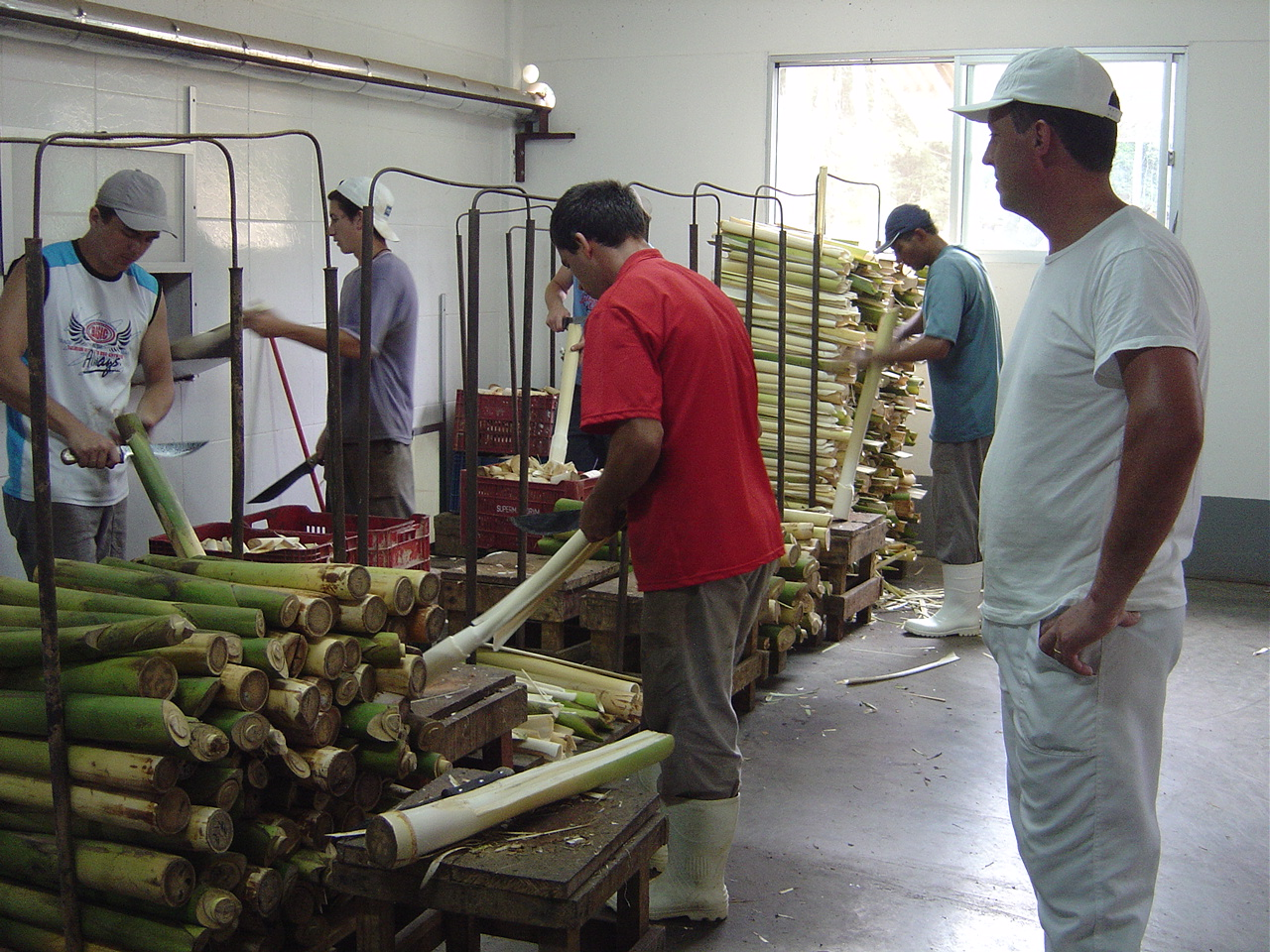
巴西的棕榈心预处理
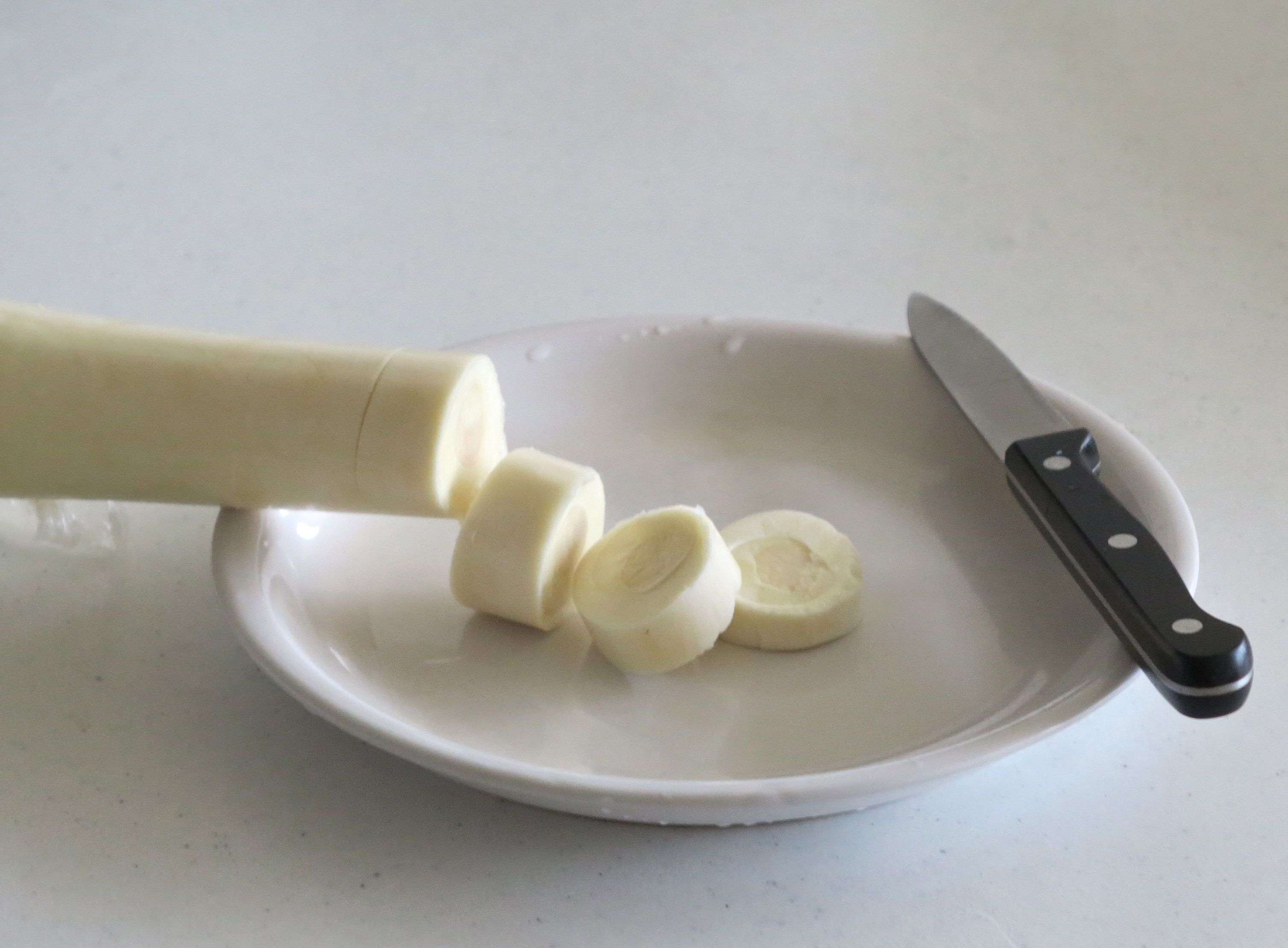
新鲜棕榈心

## 烹饪
棕榈心口感紧实、有温和的甜味，可以直接食用，在烹饪中经常被用于制作沙拉。